# Kathleen Barry
Kathleen Barry (née le 22 janvier 1941) est une sociologue et féministe américaine.

## Biographie
Barry est titulaire de deux doctorats de l'Université de Californie à Berkeley, un en sociologie et un en éducation.
Après avoir recherché et publié des livres sur le trafic sexuel international, elle cofonde l'ONG des Nations Unies, la Coalition contre la traite des femmes (CATW),. En 1985, elle reçoit le prix de la Fondation Wonder Woman pour ses progrès en faveur de l'autonomisation des femmes,. Elle enseigne à l'Université Brandeis et à la Penn State University.

## Travaux
Le premier livre de Barry, Female Sexual Slavery (1979), suscite une prise de conscience internationale du trafic sexuel d'êtres humains et est traduit en six langues. Sa suite à Female Sexual Slavery, The Prostitution of Sexuality (1995), discute de l'idée de « consentement » dans le discours libéral américain moderne, concluant que « toute forme d'oppression est soutenue » par le consentement apparent du groupe ou de la classe opprimée à leur exploitation,. Elle conclut en outre que la normalisation et l'acceptation de la prostitution fondées sur l'argument du consentement des prostituées ignorent le principe des droits de l'homme selon lequel la violation ne peut être consentie,.